# Manuel Calderón de la Barca
Manuel Calderón de la Barca y Loys, (San Pedro de Tacna, Virreinato del Perú, 1754 - Mar de las costas de las islas Chincha, frente a Pisco, Perú, 1823) fue un prócer de la Independencia del Perú. Primer Alcalde Constitucional de Tacna, secundó la Rebelión de Tacna de 1813, convirtiéndose en uno de sus líderes.

## Biografía
Fue hijo del vizcaíno Fausto Calderón de la Barca (contador Oficial Real de las Reales Cajas en Tacna) y de la criolla María de Loys y Parra. Se dedicó al comercio, logrando hacer alguna fortuna. Se casó con María Toribia Juana Ara y Robles, hija del cacique Toribio Ara y hermana de José Rosa Ara, otro prócer tacneño
Al producirse la rebelión de Tacna de 1811 era alférez del Regimiento de Dragones (realista), pero se ignora la actitud que tomó entonces. El 11 de julio de 1813 fue elegido como Alcalde del primer ayuntamiento constitucional del pueblo de San Pedro de Tacna, elecciones estas que se realizaron según lo estipulado en la Constitución de Cádiz de 1812.
Tomó parte activa en la preparación y ejecución de la segunda rebelión de Tacna por la independencia del Perú, promovida por los hermanos Enrique y Francisco Paillardelli, y que estalló el 3 de octubre de 1813. Los patriotas tacneños esperaban contar con el apoyo de los patriotas rioplatenses que al mando de Manuel Belgrano habían invadido el Alto Perú, pero esta esperanza se disipó al saberse la derrota de estos en Vilcapuquio. Desde Arequipa partió el coronel José García de Santiago al mando de una fuerza expedicionaria realista, que derrotó a las tropas insurgentes tacneñas en Camiara, a poca distancia de Locumba, el 31 de octubre de 1813.
Los patriotas se replegaron a Tacna, que fue prontamente ocupada por los realistas. Calderón de la Barca se escondió, pero fue descubierto. Las autoridades españolas lo remitieron al Alto Perú, donde se hallaba el cuartel del general Joaquín de la Pezuela. Fue confinado en la fortaleza de Oruro, donde se le siguió un Consejo de Guerra. La sentencia de pena de muerte parecía inevitable, pero se salvó gracias a la intervención de su esposa Toribia Juana Ara, quien empeñó sus propiedades en diez mil pesos y, provista de cartas de personalidades influyentes, viajó a Oruro. Con todos estos recursos a su favor, Calderón de la Barca pudo evitar la pena de muerte. La condena se limitó a hacerle «adjurar solemnemente su yerro, en día de misa mayor, en la plaza del pueblo al pie de un retrato del soberano; a donar cinco mil pesos para la ayuda de las armas del rey» y a vivir desterrado durante dos años en el inhóspito puerto de Convendo, situado en las agrestes selvas donde vivían los indios chaneses. Su fiel esposa le acompañó en este destierro.
Cumplida la sentencia, retornó a Tacna (1816). Como por entonces se estabilizó el dominio español en todo el Perú, optó por dedicarse al comercio. Pero cuando en junio de 1821, una avanzada del Ejército Unido Libertador del Perú llegó hasta Tacna y Arica al mando del coronel Guillermo Miller, Calderón no titubeó en asumir la gobernación de Locumba y siguió a las fuerzas libertadoras hasta Lima, donde fue uno de los firmantes del Acta de la Declaración de la Independencia del Perú, el 15 de julio de 1821.
Poco después se presentó ante el gobierno del protector José de San Martín y solicitó un puesto para servir a la flamante República. Su solicitud fue atendida algún tiempo después, siendo nombrado contador de los tribunales de Arica. Se embarcó con su esposa e hijos en la vieja nave Santísimo Sacramento, rumbo al sur. A la altura de Pisco una fuerte paraca (viento huracanado) estropeó seriamente a la nave, que desarbolada y sin gobierno, se estrelló contra unos arrecifes cercanos a las islas Chincha, acabando por naufragar. No hubo sobrevivientes, ni tampoco se hallaron los restos de los infortunados pasajeros.